# Cosipara delphusa
Cosipara delphusa là một loài bướm đêm trong họ Crambidae.